# Кашин-Оболенский, Пётр Иванович
Князь Пётр Иванович Кашин-Оболенский († 1563) — воевода во времена правления Ивана IV Васильевича Грозного
Сын князя Кашина-Оболенского Ивана Васильевича Глухого.
Имел братьев — боярина Юрия Ивановича, Фёдора Ивановича, Ивана Ивановича  Сухого и Андрея Ивановича из рода князей Кашины-Оболенские.

## Биография
Посылал станичника Толмача Гаврилова к Святым горам, для разведки о походе хана (1541). Третий воевода в Муроме (1543-1544). Сделал вклад в Троице-Сергиев монастырь по брату князю Андрею Ивановичу (1546). Указано ему быть 2-м воеводою Передового полка на Коломне (1549). Воевода, послан из Козельска к Брянскому лесу и к Брыни для разведок, где и стоял до нового указа (1563). Бездетен. Его братья — Юрий (казнён 16 января 1564) и Фёдор Ивановичи дали на помин его души вклад 50 рублей в Троице-Сергиев монастырь.